# Deportările în Bărăgan
Deportările în Bărăgan au fost o acțiune întreprinsă în anii 1950 de regimul comunist din România, care a început prin relocarea forțată în Câmpia Bărăganului a populației dintr-o rază de aproximativ 25 km de granița cu Iugoslavia, din județele Timiș, Caraș-Severin și Mehedinți, în urma conflictului izbucnit între Stalin și liderul comunist de la Belgrad, Iosip Broz Tito și, odată efectuat acest „transfer de amploare de dislocare”, a continuat prin condamnarea la muncă silnică a cetățenilor socotiți de regim ca fiind „nesiguri” sau „dușmani”.

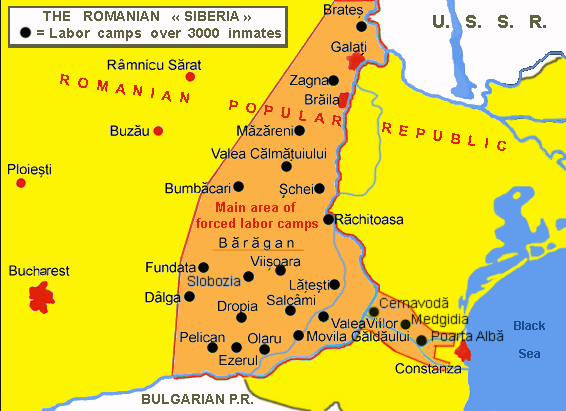
Bărăganul ca zonă de deportare între 1951 și 1956

Primul val de deportați provenea din spațiul de 25 km de-a lungul frontierei iugoslave, care se întindea între satele Beba Veche (județul Timiș) și Gruia (județul Mehedinți), acoperind un număr de 203 localități. Au fost deportate și persoane de pe Insula Ada Kaleh. În 1956 deportații din primul val au fost autorizați să se întoarcă pe meleagurile lor natale.

## Premise
În contextul încordării relațiilor dintre România și Iugoslavia, exclusă în 1948 din Cominform, granița dintre cele două țări a devenit o zonă sensibilă pentru guvernul comunist de la București. Etniile prezente aici, în special în Banat, erau considerate drept "elemente cu un factor ridicat de risc". Urmând modelul sovietic, a fost emis H.C.M. nr. 1.154 din 26 octombrie 1950, modificat prin H.C.M. nr. 344 din 15 martie 1951, care reglementa parțial problema stabilirii domiciliului obligatoriu pentru unele categorii de persoane, autorizându-se în acest sens Ministerul Afacerilor Interne. În document se prevedea că:
Ministerul de Interne va putea, pe cale de decizie, să dispună mutarea din centrele aglomerate a oricăror persoane care nu-și justifică prezența în acele centre, precum și mutarea din orice localitate a celor care, prin manifestările față de poporul muncitor, dăunează construirii socialismului în Republica Populară Română. Celor în cauză li se va putea stabili domiciliul obligator în orice localitate.
Această Hotărâre a Consiliului de Miniștri a creat cadrul prielnic desfășurării acțiunilor de deportare plănuite anterior. Aceasta urma să fie a doua mare deportare din istoria contemporană a României, după deportările din ianuarie 1945 când peste 70.000 de persoane, în special etnici germani, au fost deportați în Uniunea Sovietică. Spre deosebire de prima deportare, de această data s-a ales ca destinație stepa Bărăganului, o zonă subdezvoltată și foarte puțin populată. Din acest punct de vedere operațiunea coincidea cu o acțiune de colonizare a regiunii. 
Planurile urmăreau, după cum s-a descoperit ulterior într-un document redactat în 1956 la Timișoara, "igienizarea Banatului" urmărea, în primul rând, curățarea etnică a germanilor, sârbilor și aromânilor. În al doilea rând se urmărea îndepărtarea a mai multor categorii sociale considerate periculoase de comuniști. Au fost vizați marii fermieri, marii proprietari de pământ, industriașii, hangii sau deținătorii de restaurante, refugiații basarabeni (2998 de familii, adică 8477 de persoane) sau macedoneni, foști membri în forțele armate germane, cetățeni străini, rude ale refugiaților, simpatizanți ai lui Tito, persoane care colaboraseră în război cu inamicul, cadre militare, oficialități demise, rude ale contra-revoluționarilor și toți care i-au sprijinit, activiști politici și pentru drepturile cetățenești, foști oameni de afaceri cu legături în Occident și lideri ai grupării etnicilor germani.

## Cronologia evenimentelor
În noaptea de 17-18 iunie 1951, de Rusalii, a fost pusă în mișcare cea mai amplă acțiune de deportare din istoria contemporană a României, după deportarea germanilor din România în Uniunea Sovietică, întreprinsă în ianuarie 1945. Un număr de 12791 de familii, respectiv 40320 de persoane, din 258 de localități situate în apropierea frontierei cu Iugoslavia, în actualele județe Timiș, Caraș-Severin și Mehedinți, au fost ridicate din căminele lor și deportate în Bărăgan. Au fost transportați români, germani, sârbi, bulgari, aromâni, dar și refugiați din Basarabia și Bucovina de Nord.
Oamenii, inclusiv femei gravide, bătrâni, bolnavi, copii mici, au fost îmbarcați în vagoane de vite și duși în Câmpia Bărăganului. După un drum cu trenul, care a durat două săptămâni, au fost debarcați în Bărăgan, pe câmpul liber, departe de orice altă așezare omenească, și li s-a ordonat să-și ridice case. Terenul fusese parcelat cu plugul și fiecare parcelă avea un țăruș cu placă cu număr de casă. Astfel, în vara și toamna anului 1951, în regiunile Ialomița și Galați, au luat ființă 18 localități noi (prevăzute în anexa H.C.M. nr. 337/1954), care erau, în ordine alfabetică: Brateș, Bumbăcari, Dâlga, Dropia, Ezerul, Fundata, Lătești, Măzăreni, Movila Gâldăului, Olaru, Pelican, Răchitoasa, Rubla, Salcâmi, Schei, Valea Viilor, Viișoara și Zagna (în raioanele Călărași, Brăila, Călmățui, Galați, Slobozia, Lehliu și Fetești).
O statistică a capilor de familie deportați după naționalități pentru cele 18 localități de deportare din Bărăgan dădea următoarele cifre:
| Localitatea      | Români bănățeni | Basarabeni și bucovineni | Macedoneni (aromâni) | Germani | Iugoslavi | Alții |
| ---------------- | --------------- | ------------------------ | -------------------- | ------- | --------- | ----- |
| Pelican          | 222             | 105                      | 0                    | 0       | 0         | 0     |
| Ezerul           | 126             | 163                      | 30                   | 69      | 26        | 0     |
| Olaru            | 272             | 163                      | 0                    | 169     | 74        | 11    |
| Dropia           | 211             | 120                      | 0                    | 76      | 0         | 20    |
| Fundata          | 72              | 183                      | 49                   | 79      | 38        | 0     |
| Viișoara         | 161             | 178                      | 20                   | 186     | 32        | 16    |
| Dâlga            | 191             | 149                      | 47                   | 134     | 45        | 0     |
| Lătești          | 40              | 190                      | 0                    | 120     | 119       | 73    |
| Movila Gâldăului | 70              | 70                       | 0                    | 110     | 0         | 101   |
| Răchitoasa       | 120             | 142                      | 44                   | 309     | 40        | 31    |
| Valea Viilor     | 147             | 103                      | 0                    | 148     | 225       | 74    |
| Salcâmi          | 290             | 112                      | 0                    | 108     | 0         | 57    |
| Brateș           | 172             | 116                      | 194                  | 119     | 20        | 0     |
| Zagna            | 180             | 155                      | 58                   | 193     | 27        | 0     |
| Măzăreni         | 288             | 78                       | 72                   | 69      | 8         | 0     |
| Rubla            | 147             | 39                       | 11                   | 246     | 8         | 0     |
| Bumbăcari        | 104             | 88                       | 27                   | 123     | 48        | 0     |
| Schei            | 170             | 32                       | 0                    | 147     | 57        | 0     |
| Total            | 3069            | 2153                     | 552                  | 2405    | 775       | 409   |

Conform studiului „Deportații în Bărăgan 1951-1956”, au fost vizate un total de 40.320 de persoane, clasificate de regimul comunist astfel:
- 19.034 chiaburi și cârciumari
- 8.447 basarabeni
- 3.557 macedoneni
- 2.344 persoane care colaboraseră cu armata germană în timpul războiului
- 1.330 cetățeni străini
- 1.218 persoane cu rude care fugiseră în străinătate
- 1.054 titoiști
- 731 dușmani ai regimului socialist
- 590 persoane care trăiau în afara zonei de frontieră
- 367 persoane care ajutaseră rezistența anticomunistă
- 341 criminali deținuți
- 257 germani
- 162 foști moșieri și industriași

Un HCM din 7 decembrie 1955 a dispus eliberarea și întoarcerea deportaților. Se presupune că acest lucru s-ar fi datorat primirii României în ONU, România, mai bine zis "Republica Populară Română", fiind astfel obligată să respecte, cel puțin formal, drepturile omului. Cei mai mulți deportați s-au întors în Banat în cursul anului 1956.
În perioada 1951-1956, cât a durat domiciliul forțat în Bărăgan, au murit peste 1.700 de oameni, dintre care 174 de copii.
În 1956, după eliberarea deportaților, aceste comune au devenit „domicilii obligatorii“ pentru deținuții politici „recalcitranți“, care își executaseră anii de condamnare și erau trimiși aici pentru „supliment de pedeapsă“. Hotărârea Consiliului de Miniștri nr. 237 din 12 februarie 1957, dată în completarea H.C.M. nr. 337/1954, preciza că Ministerul Afacerilor Interne poate stabili domiciliu obligatoriu și celor care prin fapte sau manifestări încearcă să primejduiască regimul de democrație populară. În 1964, după grațierea generală, casele au fost demolate, pământul a fost arat și, astfel, urmele fărădelegilor au fost șterse.
După ce ani de zile nu s-a mai vorbit oficial despre aceste fărădelegi, abia în 1972 Nicolae Ceaușescu a criticat deportările în Bărăgan, calificându-le drept "măsuri greșite" care au adus daune "politicii naționale" a partidului.

## Asociația Foștilor Deportați în Bărăgan
În 1990, la Timișoara a fost înființată Asociația Foștilor Deportați în Bărăgan.
Asociația Foștilor Deportați în Bărăgan, din Timișoara, împreună cu  Asociația Foștilor Deținuți Politici, din Turnu Severin, și-au asumat printre altele și rolul de administrare a memoriei deportării prin editare de cărți, arhivare de documente, instalarea de monumente și organizarea periodică de simpozioane și comemorări.
În anul 1996, la comemorarea a 45 de ani de la deportare, Asociația Foștilor Deportați în Bărăgan a ridicat Monumentul Deportării, amplasat în Parcul Justiției din Timișoara.
O altă acțiune întreprinsă de Asociația foștilor deportați în Bărăgan a fost să construiască, în incinta Muzeului Satului Bănățean din Timișoara, o replică fidelă a unei case de pământ bătut, acoperită cu paie, așa cum au fost obligați deportații să-și construiască în plin câmp. Casa este compusă din 2 încăperi – cameră de locuit și bucătărie - mobilate cu puține lucruri, asemeni cu acelea pe care oamenii dislocați peste noapte au reușit să le ia cu ei.